# Ágatha Ruiz de la Prada
Ágatha Ruiz de la Prada y Sentmenat (Madrid, 22 giugno 1960) è una stilista spagnola.

## Biografia
Ágatha Ruiz de la Prada nasce a Madrid il 22 luglio 1960, figlia di Juan Manuel Ruiz de la Prada y Sanchiz e María Isabel de Sentmenat y de Urruela. Ágatha Ruiz de la Prada è la 13ª marchesa di Castelldosrius e la 29ª baronessa di Santapau. Lavora inizialmente come pittrice, ispirata dall'arte pop art, prima di debuttare nel mondo della moda a ventuno anni nel 1980, dopo aver conseguito il diploma presso l'Escola d'Art i Tècniques de la Moda de Barcellona. La sua prima sfilata, avvenuta nel 1981 si è tenuta al entro Superior de Diseño de Moda di Madrid. Rispetto ai canoni che avevano contraddistinto la moda della penisola iberica fino a quel momento, lo stile di Ágatha Ruiz de la Prada rappresenta una vera rivoluzione: il rigore e la sobrietà del passato viene sostituito da colori accesi e fantasie giocate sulle forme di lune, stelle, soli o cuori.
Dal 1991, la stilista allarga la propria produzione al design di arredamento ed oggetti per la casa, collaborando con importanti aziende del settore come la Swatch, Hierba Monesal, Absolut, Audi, Air Europa e DHL. Dal 1995 alla moda femminile vengono affiancate alcune collezioni per bambini, prodotte per la grande distribuzione organizzata spagnola El Corte Inglés, a cui segue nel 2003 una linea uomo, caratterizzata da colori generalmente riservati all'abbigliamento femminile, come l'arancione, il giallo o il fucsia.
Ágatha Ruiz de la Prada ha sempre vissuto nella sua nativa Madrid, dove lavora nel suo studio e vive con il suo compagno, il giornalista Pedro J. Ramírez, ed i loro figli, Tristán Jerónimo (1987) e Olivia Cósima  (1990). Oltre che in Spagna, negozi della stilista si trovano a Milano, Parigi e New York.